# Пјани Резинели II (Леко)
Пјани Резинели II је насеље у Италији у округу Леко, региону Ломбардија.
Према процени из 2011. у насељу је живело 4 становника. Насеље се налази на надморској висини од 1346 м.